# Paràbola dels ordres vells
La paràbola dels odres vells és una de les paràboles de Jesús recollides als evangelis canònics (Mateu 9:17, Marc 2:21-22 i Lluc 5:37-39).

## Argument
Els homes no posaren el vi en odres vells, perquè podien fer-se malbé o vessar, sinó que cercaren odres nous.

## Anàlisi
L'analogia entre el vi i els odres i la religió cristiana respecte al judaisme és la interpretació més habitual d'aquesta paràbola. Jesús reclama així el caràcter diferent dels seus ensenyaments, que no poden encaixar en el motlle mental del judaisme tradicional, sinó que necessita un canvi més profund.